# 2017 год в науке
2017 год был объявлен годом экологии в России а также годом науки в Белоруссии.

## События

### Январь
- Впервые описаны виды Berkeleyia hadala и Berkeleyia weddellia в ходе ревизии океанической фауны, проведённой американским зоологом Джеймсом Блейком (James A. Blake; Aquatic Research & Consulting, Дюксбюри, Массачусетс, США)[3].
- Обнаружен вид A. burmanicus в куске бирманского янтаря и впервые описан в 2017 году российским палеоэнтомологом Александром Павловичем Расницыным (Палеонтологический институт РАН, Москва, Россия) и американским энтомологом Джорджем Пойнаром (Department of Zoology, Oregon State University, Corvallis, Орегон, США). Родовое название Aptenoperissus происходит от признака бескрылости, а видовое burmanicus — от имени типового местонахождения в бирманском янтаре[4].

### Февраль
- 4 февраля — в Зимбабве обнаружены представители редкого вида лягушек Arthroleptis troglodytes, в последний раз с ними встречались в 1962 году[5].
- 22 февраля — на конференции NASA астрономы сообщили, что вокруг звезды TRAPPIST-1 открыто семь экзопланет размером с Землю, три из которых находятся в зоне обитаемости[6].

### Март
- 1 марта — на побережье Гудзонова залива в железосодержащих породах пояса Нуввуагиттук возрастом не менее 3,77 миллиарда лет были найдены трубкообразные структуры, похожих на те, что образуют микроорганизмы, живущие у океанических гидротермальных источниках. Это самые древние следы жизни[7].
- 10 марта — в Каире (Египет) найдена восьмиметровая статуя фараона, позднее опознанная как изображение Псамметиха I[8].

### Май
- 9 мая — опубликована статья международного коллектива учёных, показавшая, что Homo naledi — примитивные представители гоминоидов, были современниками человека[9][10].
- 16 мая — недалеко от столицы Иордании, Аммана, состоялось торжественное открытие первого синхротрона «SESAME» на Ближнем Востоке[11].
- 30 мая — международный коллектив палеогенетиков под руководством специалистов из Университета Тюбингена и Института человеческой истории Общества Макса Планка впервые представил надёжные результаты генетического анализа древних египтян на основе анализа ДНК более 90 мумий, ближайшими родственниками мумий оказались древние фермеры из Восточного Средиземноморья[12][13].

### Июнь
- 6 июня
  - Обнародована информации об открытии в 2014 году самой горячей экзопланеты, известной на данный момент. Она получила название KELT-9 b и вращается вокруг звезды KELT-9[14].
  - Объявлено об официальном открытии двух новых спутников S/2016 J 1 и S/2017 J 1 у Юпитера. Теперь их общее число достигло 69[15].
- 7 июня — американским учёным впервые удалось создать двумерный магнит[16].
- 8 июня — группа палеонтологов из Канады, КНР и США впервые представила в Пекине ископаемого птенца, застывшего в янтарной массе примерно 99 млн лет назад[17].
- 15 июня — Китай запустил рентгеновский космический телескоп Hard X-ray Modulation Telescope[18].
- 28 июня — украшенные резными бороздами черепа, обнаруженные на территории древнего храмового комплекса Гёбекли-Тепе в Турции, стали первым свидетельством неолитического древнего (не меньше 11 500 лет) культа черепов в этой области[19][20].

### Июль
- 19 июля — в журнале Nature Communications опубликована информация об обнаружении неподалёку от города Банда-Ачех (Индонезия) пещеры со следами цунами за последние 5000 лет[21][22].
- 24—29 июля — XIX Международный ботанический конгресс (Шэньчжэнь, Китайская Народная Республика)[23].

### Август
- 7 августа — частное лунное затмение (лунное затмение 7 августа 2017 года), наблюдаемое на большей части территории России и СНГ[24].
- 11 августа — американским учёным удалось модифицировать геном свиньи, максимально приблизив его к человеческому, что в будущем может помочь справиться с нехваткой органов для трансплантации[25].
- 21 августа — полное солнечное затмение, полная фаза которого наблюдалась на территории США[26].
- 29 августа — участники проекта добровольных распределённых вычислений PrimeGrid нашли рекордно большое обобщённое число Ферма[27].

### Сентябрь
- 1 сентября — в Гамбурге представители 12 стран, в том числе российские учёные, запустили уникальный рентгеновский лазер на свободных электронах, который позволит отследить молекулярные процессы и подробно изучить механизм взаимодействия атомов[28].
- 4 сентября — астрономы объявили об обнаружении второго кандидата в чёрные дыры в центре нашей Галактики. Он представляет собой чёрную дыру средней массы весом приблизительно в 100 тысяч масс Солнца[29].
- 5 сентября — марсоход Curiosity обнаружил на Марсе присутствие следов бора, который является важным элементом для существования жизни[30].
- 7 сентября — Международный астрономический союз официально присвоил имена 14 объектам на Плутоне[31].
- 14 сентября — исследования показали, что манускрипт Бакхшали содержит, вероятно, самое древнее упоминание ноля[32][33].
- 15 сентября — космический аппарат Кассини-Гюйгенс, после изучения Сатурна в течение 13 лет, уничтожен путём погружения в атмосферу Сатурна[34].
- 25—29 сентября — Международный конгресс астронавтики — LXVIII Конгресс — Аделаида, Австралия[35].

### Октябрь
- 2 октября — объявлено об открытии первого миллисекундного оптического пульсара PSR J1023+0038[36].
- 5 октября — астрономы объявили об открытии самой удалённой кометы C/2017 K2, известной науке на сегодня[37].
- 12 октября — объявлено об открытии системы колец у транснептунового объекта Хаумеа[38].
- 16 октября — коллаборации LIGO Scientific Collaboration и Virgo Collaboration объявили, что с помощью гравитационных волн впервые обнаружено слияние нейтронных звёзд[39][40].
- 19 октября — обнаружен первый межзвёздный объект, пролетающий через Солнечную систему[41].

### Ноябрь
- 2 ноября — в британском научном журнале Current Biology описан новый вид орангутанов — тапанульский орангутан[42].
- 9 ноября — опубликована статья, посвящённая открытию необычной сверхновой iPTF14hls, которая вспыхивала, по крайней мере, уже три раза[43].
- 10 ноября — IBM объявила о создании 50-кубитного квантового компьютера[44].
- 17 ноября — компания Tesla официально представила первый в мире электрический грузовик Tesla Semi[45].

### Декабрь
- 8 декабря — международная группа исследователей с помощью модифицированной спектроскопии характеристических потерь энергии электронами (EELS) доказала существование новой формы материи — экситония, который является конденсатом экситонов — связанных друг с другом электронов и дырок[46].
- 13 декабря — в журнале «Proceedings of the Royal Society B: Biological Sciences» были опубликованы результаты исследований палеонтологов Великобритании и Китая. С помощью инфракрасного излучения было определено, что родственниками крошечных окаменевших эмбрионов, чья видовая принадлежность долгое время оставалась неизученной, являются древние медузы[47].

## Награды
- Медаль Копли: Уайлс, Эндрю Джон
- Медаль Румфорда:
- Медаль Уолластона в геологии:
- Нобелевская премия
  - Физика:
  - Химия:
  - Физиология и медицина:
  - Экономика:
- Премия Бальцана:

### Математика
- Премия Дэнни Хайнемана в области математической физики — Карл Бендер[англ.][48]

- Премия за прорыв в математике
  - Лауреатом стал Жан Бургейн за многочисленные исследования, включая работы в области анализа, комбинаторики, дифференциальных уравнений в частных производных, геометрии высших размерностей, теории чисел[49].
  - В номинации «Новые горизонты математики» премии по 100 тысяч долларов США получили Мохаммед Абузаид, Юго Дюминиль-Копен, Бенджамин Элиас и Джорди Уильямсон[50].

- Абелевская премия
  - Ив Мейер (Высшая нормальная школа Парижа — Сакле[фр.]) — «за решающую роль в создании математической теории вейвлетов»[51].

### Физика
- Премия Мильнера — За то, что они сформулировали «парадокс огненной стены» — теорию, которая объясняет, почему чёрные дыры нарушают законы физики[52].
  - Джозеф Полчински, Эндрю Строминджер, Камран Вафа
- Премия Сакураи — Гордон Кейн (англ.), Хауард Хейбер (Howard E. Haber), Джон Ганион (John F. Gunion) и Салли Доусон (Sally Dawson) — за инструментальный вклад в теорию свойств, реакций и сигнатур бозона Хиггса

### Медицина
- Премия за прорыв в области медицины[53]:
  - Стивен Элледж
  - Harry F. Noller[англ.]
  - Roeland Nusse[англ.]
  - Ёсинори Осуми
  - Худа Зогби

## Скончались
- 10 января:
  - Алексей Владимирович Яблоков, советский и российский ученый-эколог, академик РАН (род. 1933).
  - Оливер Смитис, англо-американский генетик. Лауреат Нобелевской премии по физиологии и медицине (2007) (род. 1925).
- 16 января — Юджин Сернан, астронавт США. Последний человек, стоявший на поверхности Луны (род. 1934).
- 18 января — Юдзи Идзири (род. 1935), американский японский исследователь в области бухгалтерского учёта и экономики, профессор, лауреат Зала славы бухгалтерского учёта[англ.].
- 7 февраля — Ханс Рослинг, шведский врач, академик, профессор Каролинского института по вопросам международного здравоохранения, специалист по статистике (род. 1948).
- 8 февраля — Питер Мэнсфилд, британский физик, лауреат Нобелевской премии в области медицины (2003) (род. 1933).
- 20 февраля — Милдред Дресселгауз, американский физик, первая женщина, ставшая институтским профессором и почётным профессором физики и электротехники Массачусетского технологического института (род. 1930).
- 21 февраля — Кеннет Джозеф Эрроу, американский экономист, лауреат Нобелевской премии по экономике (1972) (род. 1921).
- 26 февраля — Людвиг Дмитриевич Фаддеев, советский и российский физик-теоретик и математик, специалист в области математической физики, действительный член Академии наук СССР (род. 1934).
- 7 марта — Ханс Демельт, немецко-американский физик, лауреат Нобелевской премии по физике (1989) (род. 1922).
- 8 марта — Джордж Ола, американский химик еврейско-венгерского происхождения, лауреат Нобелевской премии по химии (1994) (род. 1927).
- 29 марта — Алексей Алексеевич Абрикосов, советский, российский и американский физик-теоретик, академик РАН (АН СССР с 1987), лауреат Нобелевской премии по физике (2003) (род. 1928).
- 15 июля — Мариам Мирзахани — иранский и американский математик, специализировавшаяся на геометрии Лобачевского, теории Тейхмюллера, эргодической теории, симплектической геометрии, лауреат Филдсовской премии (род. 1977).
- 5 сентября — Николас Бломберген, американский физик нидерландского происхождения. Лауреат Нобелевской премии по физике (1981) (род. 1920).